# Mariana de Silva-Bazán y Sarmiento
María del Pilar Ana de Silva-Bazán y Sarmiento, también conocida como Mariana de Silva-Meneses y Sarmiento de Sotomayor, (Madrid, 14 de octubre de 1739-Madrid, 17 de enero de 1784), fue una figura aristocrática, escritora, pintora y traductora española del siglo XVIII.

## Biografía
Hija de Pedro de Silva-Bazán y Alagón, VIII marqués de Santa Cruz, VII marqués de Villasor, VIII marqués del Viso, VI conde de Bayona, V conde de Montesano, X Barón de Sant Boi y señor de Valdepeñas y de María Cayetana Sarmiento y Dávila, IV marquesa de Arcicóllar y VI condesa de Pie de Concha, nació en Madrid el 14 de octubre de 1739. Su mano derecha fue su ama de llaves María Ana de Abad y Albret-Bearne (1759-1801).

### Matrimonio con el duque de Huéscar

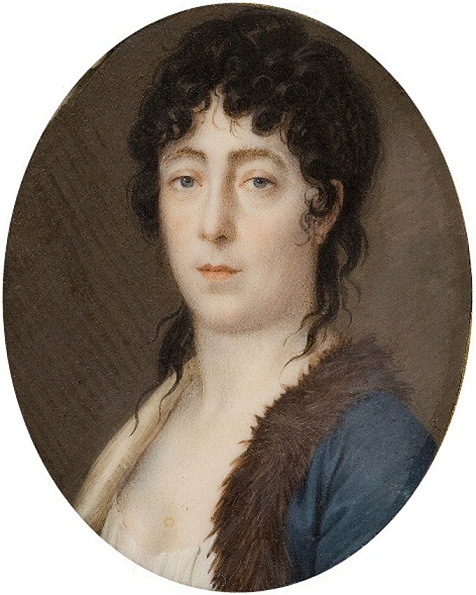
María Teresa, XIII duquesa de Alba.

El 2 de febrero de 1757, en Madrid, contrajo matrimonio con Francisco de Paula de Silva y Álvarez de Toledo, X duque de Huéscar, XIII conde de Oropesa y XII conde de Alcaudete (hijo a su vez de Fernando de Silva y Álvarez de Toledo, XII duque de Alba). De esta unión nacería la que sería su única hija:
- María del Pilar Teresa Cayetana de Silva-Álvarez de Toledo (10 de junio de 1762-23 de julio de 1802), comúnmente llamada Cayetana; XIII duquesa de Alba al suceder a su abuelo paterno en 1776.

### Matrimonio con el conde de Fuentes
Enviudó del duque de Huéscar en 1770. Cinco años más tarde, en 1775, se prometió con José María Pignatelli de Aragón y Gonzaga, III duque de Solferino, pero su muerte repentina trastocó sus planes. Finalmente, el 15 de enero de 1775, en Madrid, contrajo matrimonio con el padre de este, Joaquín Anastasio Pignatelli de Aragón y Moncayo, XVI conde de Fuentes, VI marqués de Mora y IV marqués de Coscojuela. Esta boda, que no sería la última, se celebraría el mismo día que la boda de su hija María Teresa.

### Matrimonio con el duque de Arcos

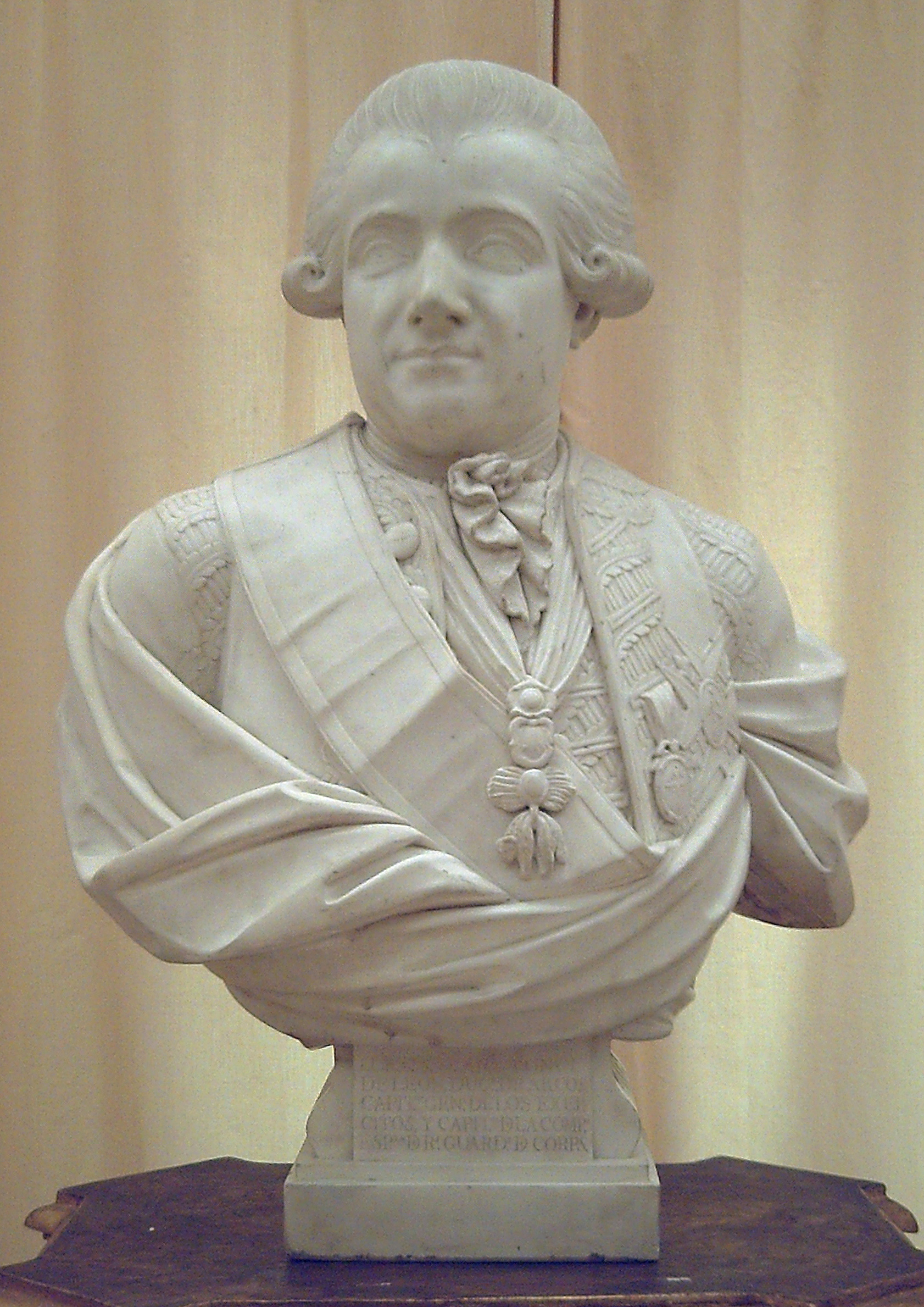
El XI duque de Arcos.

En 1776, enviudaría de nuevo, y al año siguiente, el 1 de enero de 1778, contraería matrimonio por última vez con Antonio Ponce de León y Spínola de la Cerda, XI duque de Arcos, XVIII duque de Nájera, XIV duque de Maqueda, II duque de Baños, VIII duque de Aveiro (en Portugal), XV marqués de Zahara, XV marqués de Elche,  XII marqués de Belmonte, XII conde de Bailén, XI conde de Casares, XXII conde de Treviño,  XXI conde de Valencia de Don Juan y XII señor de Villagarcía, de quien enviudó de nuevo dos años más tarde, en 1780.

### Faceta artística
Es recordada por ser un curioso ejemplo de ambidiestra, al ser capaz de escribir y pintar con ambas manos. Escribió obras poéticas, y tradujo algunas tragedias del francés, realizando también pinturas de mérito según sus panegiristas, aunque no se han conservado ni sus trabajos literarios ni los pictóricos que permitan comprobarlo. El 20 de julio de 1766 fue nombrada académica de la Academia de Bellas Artes de San Fernando de Madrid, de la que llegó a ser directora honoraria. También fue socia de la Academia Imperial de San Petersburgo.

### Fallecimiento
Mariana de Silva-Bazán falleció en la ciudad de Madrid, el 17 de enero de 1784., siendo enterrada en el antiguo Cementerio de San Pedro y San Andrés (actual Cementerio de San Isidro.  junto a su marido.